# Navigator web mobil

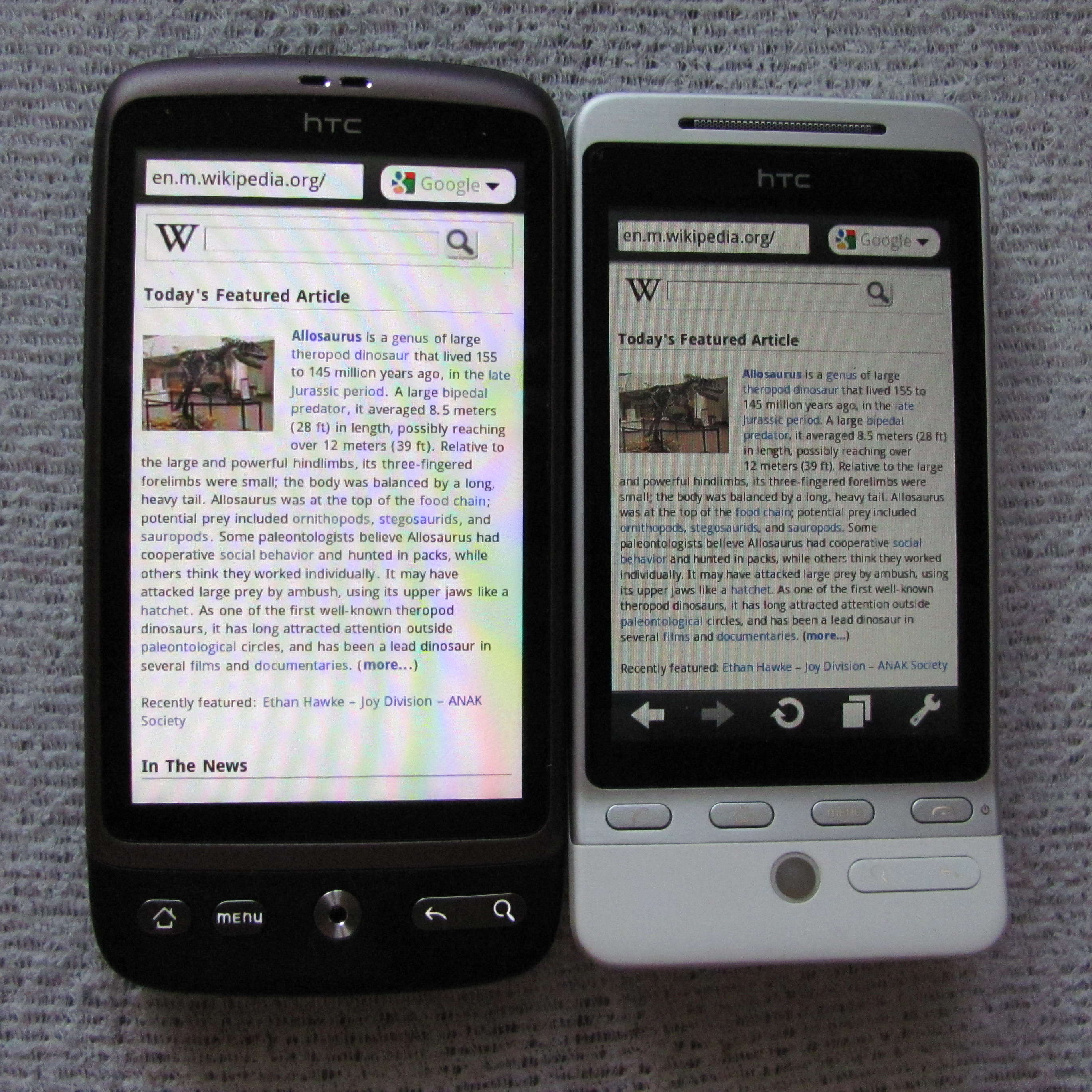
Telefoane mobile cu minibrowser Opera Mini

Un navigator web mobil sau browser mobil, microbrowser, micronavigator (sau minibrowser), este un browser web conceput și optimizat pentru a fi utilizat în dispozitive portabile cum ar fi, smartphone-uri, tablete și PDA-uri. Pentru a optimiza utilizarea memoriei și a lățimii de bandă, unele caracteristici sunt dezactivate sau absente. 
Cele mai recente browsere mobile suportă toate tehnologiile web moderne: HTML, WML, HTML i-mode, cHTML, CSS, ECMAScript, Java și plugin-uri, cum ar fi tehnologia Adobe Flash.

## Scurt istoric
Primul browser mobil pentru un PDA a fost STNC HitchHiker în 1991, urmat de PocketWeb pentru Apple Newton, creat la Teco în 1994, și NetHopper, primul produs comercial, comercializat în august 1996.
Una dintre primele implementări ale unui microbrowser pe un telefon mobil a fost în 1997 când Unwired Planet (devenind mai târziu Openwave), a folosit UP.Browser pe telefoanele AT&T pentru a oferi utilizatorilor acces la conținutul HDML.
Compania STNC Ltd. a dezvoltat mai departe microbrowserul Hitchhiker în 1997, care urmărea să prezinte întreaga interfață de utilizator integrată cu dispozitivul mobil. În 1999, STNC a fost achiziționată de Microsoft, iar Hitchhiker a devenit Microsoft Mobile Explorer 2.0., folosit pe telefoanele mobile Benefon Q și Sony CMD. 
Un browser freeware  pentru PalmOS a fost Palmscape, realizat în 1998 de Kazuho Oku în Japonia.
În 2001, Mobile Explorer 3.0 a fost lansat prin adăugarea de compatibilitate iMode (cHTML) cu proprietăți multiple. Deși Mobile Explorer a fost unul dintre primele browsere mobile, dezvoltarea a fost întreruptă în 2002.
De asemenea, în 2002, Palm Inc. include Pro Web browser pe PDA-uri PalmTungsten, bazate pe browser-ul Novarra.
Apariția browser-ului Opera Mini în anul 2005 aduce importante inovații prin folosirea propriilor tehnologii Small Screen Rendering (SSR) și Screen Rendering Media (SRM). Prin acestea browser-ul poate reformata dinamic orice pagină pentru ecrane de mici dimensiuni prin micșorarea imaginilor, conținutul media și/sau a textelor, iar unde este necesar unele imagini sunt eliminate.

## Browsere mobile preinstalate
- Android Browser, inclus în Android v1 - Android v4.1
- Blazer, Palm OS
- Google Chrome, în Android v4.1
- Internet Explorer Mobile, instalat pe Windows Phone și Windows Mobile
- Nokia Browser, în Symbian
- Opera Mobile/Opera Mini
- Polaris Browser, instalat pe telefoanele mobile Nokia, Samsung, LG, Kyocera
- Safari, instalat pe iOS
- Teashark, Java MIDP 2.0

## Browsere mobile care necesită instalare
- 360 Web Browser
- Dolphin Browser
- Flynx
- ibisBrowser
- Firefox Mobile
- NicheView
- Mercury Browser
- NetFront
- Sleipnir
- Tristit
- UC Browser, UCWeb Inc.
- Vision Mobile Browser, Novarra Inc.
- WinWAP[2]